# Щербаков, Яков (футболист)
Яков Щербаков (род. 1960) — советский и казахстанский футболист.

## Карьера
Воспитанник джамбульского футбола. Всю профессиональную карьеру провёл в местном клубе «Тараз» (ранее известном как «Химик» и «Фосфор»). Дебютировал за команду в сезоне 1978, сыграв 23 матча и забив 1 гол во второй советской лиге. Сезон 1979 пропустил, но затем вернулся в команду. С 1980 по 1991 год отыграл во второй лиге 360 матчей и забил 121 гол. Часть сезона 1982 провёл в алма-атинском «Кайрате» из высшей лиги, но играл за команду исключительно в молодёжном первенстве. После распада СССР продолжил выступать за «Тараз» в высшей лиге независимого Казахстана, за три сезона сыграл 83 матча и забил 24 гола. Дважды становился финалистом Кубка Казахстана в 1992 и 1993 годах. В сезоне 1994/95 провёл 4 матча в Кубке обладателей кубков Азии.